# Kurt Plitt
Kurt Plitt (* 3. November 1928 in Berlin) ist ein ehemaliger deutscher Radrennfahrer.

## Sportliche Laufbahn
Plitt bestritt 1950 die Internationale Friedensfahrt, als die Nationalmannschaft der DDR zum ersten Mal an der Rundfahrt teilnahm. Er schied allerdings auf der 4. Etappe durch eine Erkrankung aus dem Rennen aus. 1949 hatte er das Rennen Berlin–Angermünde–Berlin gewonnen. Beim Sieg von Max Bartoskiewicz in der Ostzonen-Rundfahrt 1949 wurde er als 8. klassiert.